# آبیشک ناین
آبیشک ناین (انگلیسی: Abhishek Nain؛ زادهٔ ۱۵ اوت ۱۹۹۹) بازیکن هاکی روی چمن اهل هند است.